# ليور ميلر
ليور ميلر (بالعبرية: ליאור מילר‏) هو عارض وممثل إسرائيلي، ولد في 13 فبراير 1972 بهرتسليا في إسرائيل.

## وصلات خارجية
- ليور ميلر على موقع IMDb (الإنجليزية)
- ليور ميلر على موقع ديسكوغز (الإنجليزية)
- ليور ميلر على موقع قاعدة بيانات الفيلم (الإنجليزية)